# Законодательное собрание Восточно-Капской провинции
Законодательное собрание Восточно-Капской провинции (англ. Eastern Cape Provincial Legislature, африк. Oos-Kaapse Provinsiale Wetgewer,коса Indlu yoWiso-mthetho yePhondo leMpuma-Kapa) — законодательный орган Восточно-Капской провинции ЮАР.

## Полномочия и обязанности
Законодательное собрание следит за работой правительства провинции и принимает законы в пределах полномочий, предусмотренных Конституцией ЮАР в областях, таких как образование (кроме высшего), здравоохранение, сельское хозяйство, экология и защита окружающей среды и жилищная политика в пределах провинции.
Депутаты Законодательного собрания избирают Премьер-министра провинции и увольняют его в случае необходимости, выразив вотум недоверия. Также Законодательное собрание может уволить любого из членов правительства провинции. Также депутаты избирают членов Национального совета провинций от Восточно-Капской провинции, распределяя их пропорционально количеству мест, которые каждая партия занимает в Собрании.

## Выборы
Законодательное собрание Восточно-Капской провинции состоит из 63 членов, избираемых по пропорциональной системе по т.н. «закрытым спискам». Это означает, что избиратель голосует за определенную партию и места в Законодательном собрании распределяются между партиями пропорционально количеству полученных голосов. Затем места распределяются между избранными депутатами в соответствии со списками, составленными до выборов.
Законодательное собрание избирается на пятилетний срок, но может быть распущено досрочно. Это происходит в случае если большинство депутатов проголосуют за самороспуск, а с момента выборов прошло не менее 3 лет, или же если пост Премьер-министра провинции становится вакантным, и депутаты не могут избрать нового в течение 90 дней. Выборы в Законодательное собрание Восточно-Капской провинции и выборы в национальный парламент ЮАР проходят в один день.
| Партия | Партия                                 | Выборы 29 апреля 1994 | Выборы 2 июня 1999 | Выборы 14 апреля 2004 | Выборы 22 апреля 2009 | Выборы 7 мая 2014 | Выборы 8 мая 2019 |
| ------ | -------------------------------------- | --------------------- | ------------------ | --------------------- | --------------------- | ----------------- | ----------------- |
|        | Африканский национальный конгресс      | 48                    | 47                 | 51                    | 44                    | 45                | 44                |
|        | Африканский независимый конгресс       | —                     | —                  | —                     | 1                     | 1                 | 0                 |
|        | Африканское трансформационное движение | —                     | —                  | —                     | —                     | —                 | 1                 |
|        | Народный конгресс                      | —                     | —                  | —                     | 9                     | 1                 | 0                 |
|        | Демократический альянс                 | 1                     | 4                  | 5                     | 6                     | 10                | 10                |
|        | Борцы за экономическую свободу         | —                     | —                  | —                     | —                     | 2                 | 5                 |
|        | Фронт свободы плюс                     | 0                     | 0                  | 0                     | 0                     | 0                 | 1                 |
|        | Новая национальная партия              | 6                     | 2                  | 0                     | —                     | —                 | —                 |
|        | Панафриканский конгресс                | 1                     | 1                  | 1                     | 0                     | 0                 | 0                 |
|        | Объединённое демократическое движение  | —                     | 9                  | 6                     | 3                     | 4                 | 2                 |

## Спикеры
| Имя | Имя               | Начало полномочий | Окончание полномочий | Партия                            |
| --- | ----------------- | ----------------- | -------------------- | --------------------------------- |
|     | Гугиле Нквинти    | 1994              | 1999                 | Африканский национальный конгресс |
|     | Мхангели Матомела | 1999              | 2004                 | Африканский национальный конгресс |
|     | Ноксоло Кивиет    | 2004              | 2009                 | Африканский национальный конгресс |
|     | Фикиле Хаса       | 2009              | 2014                 | Африканский национальный конгресс |
|     | Ноксоло Кивиет    | 21 мая 2014       | 7 мая 2019           | Африканский национальный конгресс |
|     | Хелен Солс-Август | 22 мая 2019       |                      | Африканский национальный конгресс |